# ماري يونغ هنتر
ماري يونغ هنتر (بالإنجليزية: Mary Young Hunter)‏ هي رسامة نيوزيلندية، ولدت في 1872 في نيبيار في نيوزيلندا، وتوفيت في 1947 في مونتيري في الولايات المتحدة.

## معرض صور

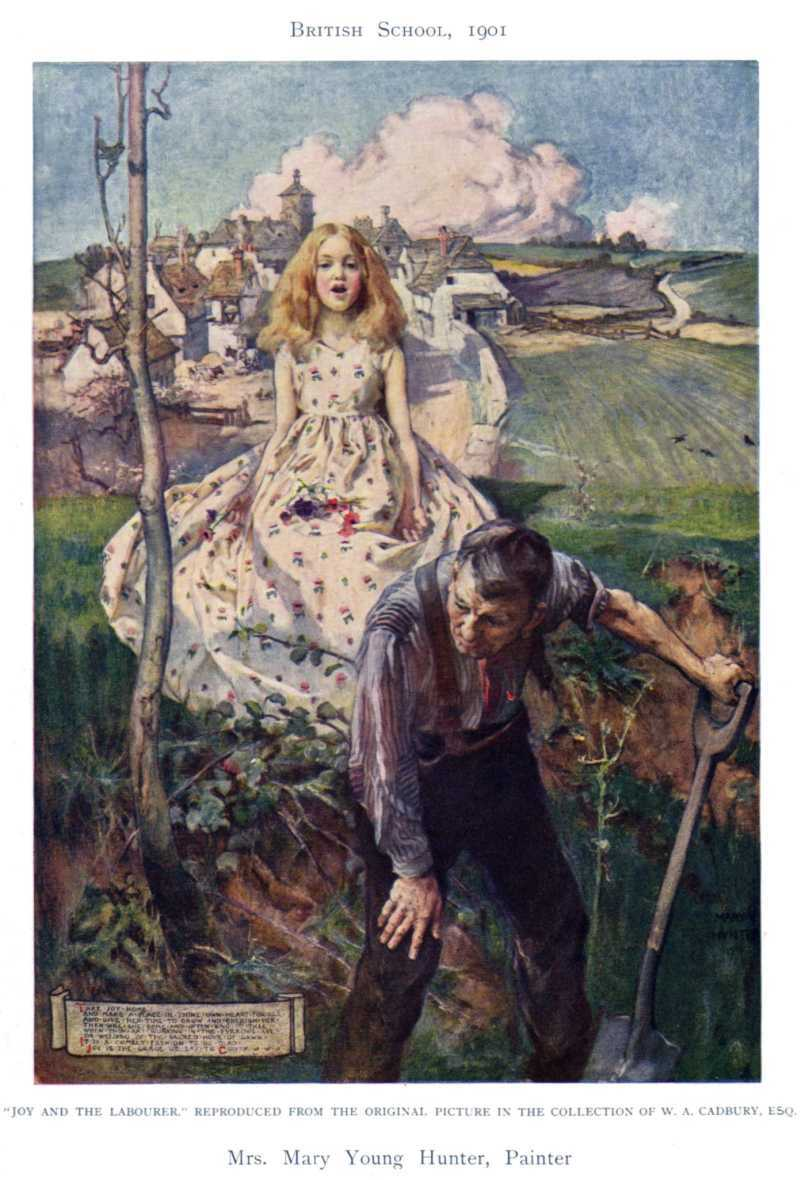
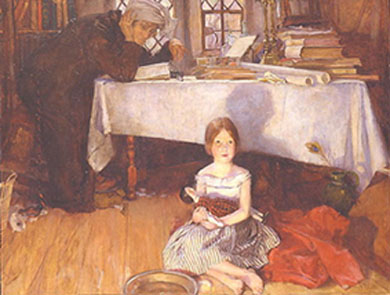
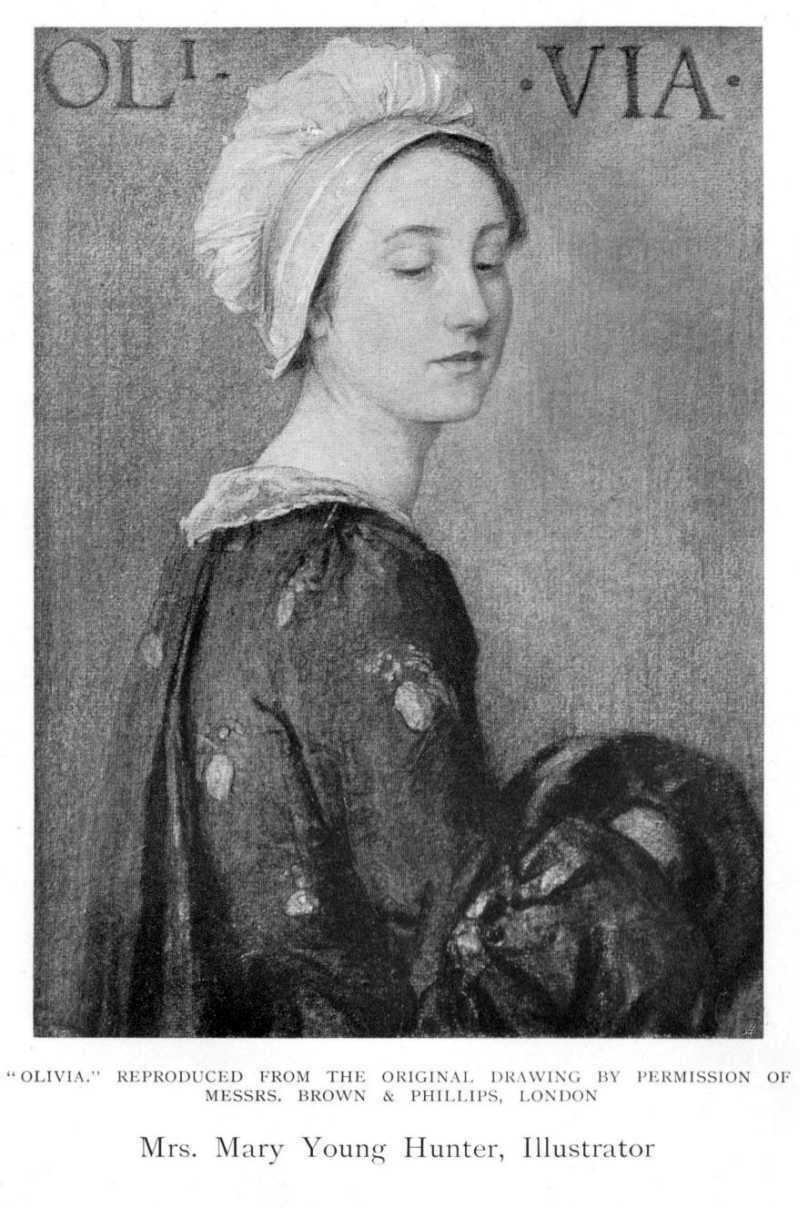